# 食物組

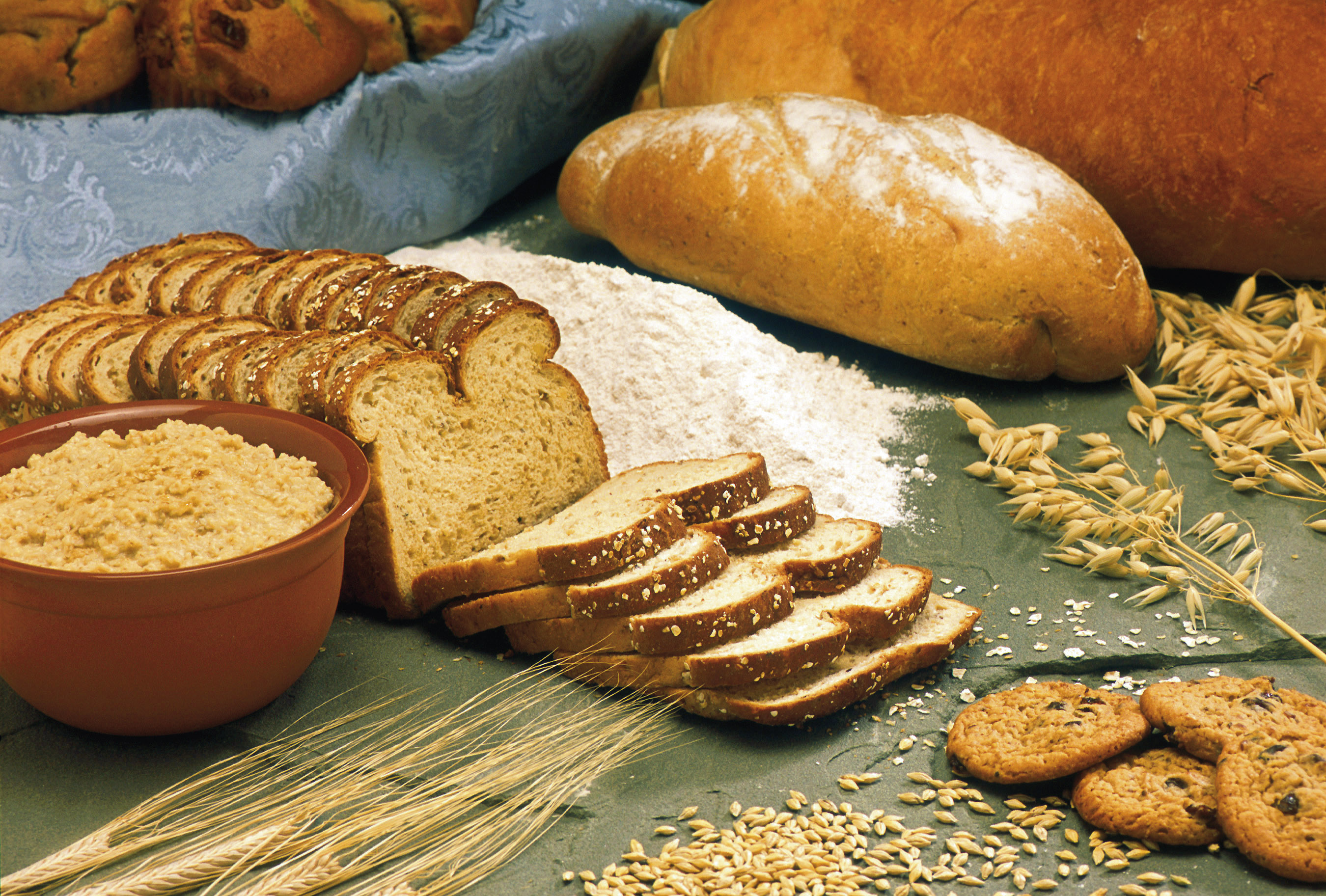
谷物

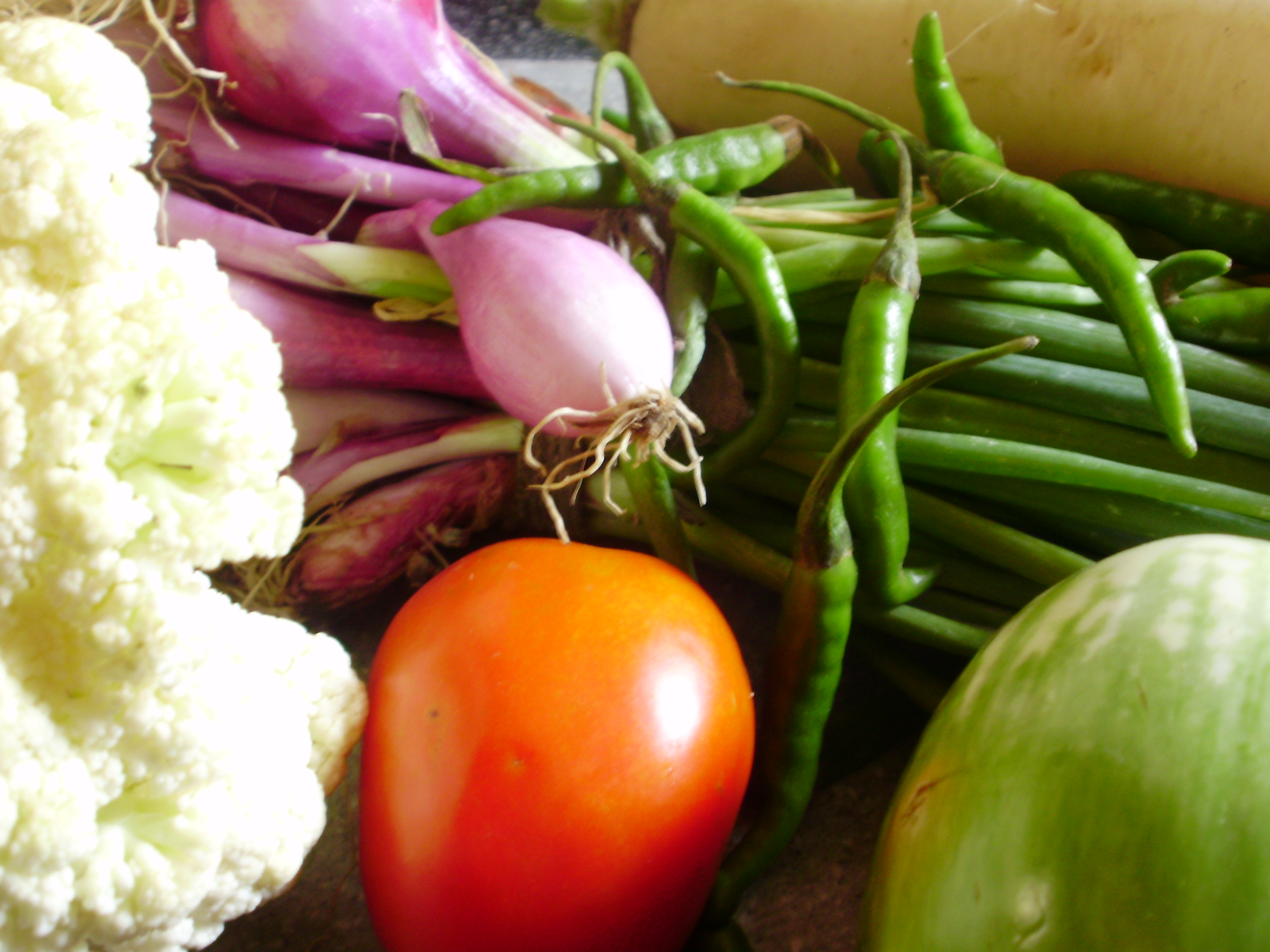
蔬菜

食物组又稱食品組，是指具有相似营养特性的食物的集合，而且同一組的食物中，它們在生物分类劃分上也比較相似。美国农业部就曾劃分了4-11個食物組。

## 最常见的食物組
- 奶制品，[3][4][5][3][4]牛奶、黄油、酥油、酸奶、奶酪、奶油和冰淇淋等都屬於奶製品。将乳制品列為为每日推荐摄入量的食物組受到了哈佛大学公共卫生学院（英语：Harvard T.H. Chan School of Public Health）的批评，他们指出，“研究表明，如此高的乳制品摄入量几乎没有什么好处，而且有相当大的潜在危害。每天食用一到两盒牛奶或其他乳制品是可以的，而且可能对儿童有一些好处。但出于多种原因，这对成年人来说并不是必需的。”[6]
- 水果有时与蔬菜归为一組，苹果、橙子、香蕉、莓果和柠檬等都是水果。水果含有碳水化合物（主要以糖的形式儲存）以及重要的维生素和矿物质。
- 谷物和豆类有时又被簡稱为谷物。 [3][4][5]小麦、大米、燕麦、大麦、面包和意大利麵都屬於穀物。菜豆、大豆、扁豆和鹰嘴豆都是豆類。谷物主要提供淀粉。豆类主要提供氨基酸和碳水化合物。
- 肉类，有时又被稱為蛋白质。 [3][4][5]鸡肉、鱼、火鸡、猪肉和牛肉等都屬於肉類。
- 糖果，也被称为含糖食品，有时与脂肪和油类分在一起。 [3][4]糖果、软饮料和巧克力等都屬於糖果。
- 蔬菜有时被归入水果。 [3][4][5]菠菜、胡萝卜、洋葱和西蘭花等都屬於蔬菜。